# 山口站 (新疆)
山口站位于新疆维吾尔自治区哈密市伊州区，建成于1959年12月9日，是兰新铁路的一个车站。距离兰州站1242公里，距上行车站思甜站23公里，距下行车站烟墩站20公里。该站隶属乌鲁木齐铁路局哈密车务段。是雅满苏铁路的出岔站。

## 业务范围
- 客运：办理旅客乘降；行李、包裹托运；
- 货运：办理整车货物发到